# Мєчтанов Микита Григорович
Микита Григорович Мєчтанов (рос. Никита Григорьевич Мечтанов; 1990, Новий Уренгой, РРФСР — 30 жовтня 2023, Кринки, Україна) — російський військовик, єфрейтор ЗС РФ. Герой Російської Федерації.

## Біографія
Закінчив середню школу у Тольятті. В 2010-2011 роках проходив строкову військову службу, потім працював у пожежно-рятувальній частині Тольятті. Навчався у Тольятинському військово-технічному інституті на факультеті цивільних інженерів. В 2016 році закінчив Самарський архітектурно-будівельний університет за спеціальністю «Пожежна безпека».
В 2017 році підписав контракт із ЗС РФ і був направлений для проходження служби до Севастополя. Службу проходив у складі бригади розвідки. З лютого 2022 року брав участь у вторгненні в Україну, опертор дронів-камікадзе. Загинув у бою. Похований 7 листопада 2023 року в Севастополі на Алеї Героїв на цвинтарі 5-й кілометр («Кальфа») з військовими почестями.

## Нагороди
- Медаль «За відвагу»
- Звання «Герой Російської Федерації» (квітень 2024, посмертно) — «за мужність і героїзм, проявлені під час виконання бойового завдання.»[3]